# David Gahan
David Gahan (Epping, Essex, 9. svibnja 1962.)pravog imena David Callcott je vodeći-vokal engleske synthpop grupe Depeche Mode.

## Životopis
Rođen je u radničkoj obitelji u malom mjestu u Esexu, Engleska. Otac Len Callcott i majka Sylvia se razvode kad je David imao svega tri godine. Majka se udaje za Jacka Gahana i David, njegova sestra i dva brata nose očuhovo prezime. Očuh umire kad je David imao deset godina. Tada David prvi put saznaje tko mu je pravi otac. Za vrijeme puberteta nalazi se u velikim problemima. Kriminalne radnje njegove mladosti obuhvaćaju krađu automobila, vandalizam i šaranje zidova sprejevima što je rezultiralo s tri izlaska pred sud za maloljetnike prije nego što je napunio 14 godina.
Nakon napuštanja srednje škole, u roku od 6 mjeseci, mijenjao je dvadesetak poslova. Međutim, uspijeva upisati Sautend umjetničku školu i uz veliko oduševljenje je završava. Čak dobiva i prestižnu nagradu britanskog dizajnerskog društva.

## Glazbena karijera
1980. godine je Vince Clark bio istovremeno član dvije grupe French Look i Composition Of Sound. Martin Gore se premišlja između ova dva benda i na kraju se pridružuje Andyju Fletcheru u Composition Of Sound. Na jednom lokalnom natjecanju talenata Vince je čuo Davida kako pjeva Bowiejeve "Heroje" te ga je pozvao pridružiti se novom sastavu. David je prihvatio i tako je nastala prvobitna postava. Davidu je, jednom prilikom, dok je prelistavao časopise, palo na pamet da grupa promijeni ime i predlaže naziv francuskog modnog časopisa Dépêche-mode (Visoka moda) što se i prihvaća. Prvijenac im izlazi za diskografsku kuću Mute Records 1981. godine.
Od tog dana grupa ne prestaje istraživati nove muzičke pravce, a njihov zvuk se razvija neprestano do danas. Izdali su jedanaest studijskih albuma, tri kompilacije, brojne remikse i smatraju se najstarijim predstavnicima glazbenog pravca koji je inspirao cijeli električni glazbeni pokret.
David Gahan 2003. izdaje prvi samostalan album pod nazivom Paper Monsters dok drugi samostalni album pod nazivom Hourglass izdaje 2007. godine.

## Osobni problemi
U kolovozu 1995.g David je navodno pokušao samoubojstvo žiletom. Po Davidovom kasnijem priznanju, to je bio više "poziv za pomoć" nego pokušaj samoubojstva. U ovom periodu života je David imao epizode gledanja meteorološkog TV programa po 12 sati bez prekida i pričanja sa svojom lutkom, za koju je tvrdio da može razgovarati s njim. Ovo je bilo povod da ode u medicinsku ustanovu na liječenje i ubrzo je napušta. 28. svibnja 1996.g David se predozirao "speedballom" (mješavina heroina i kokaina) u hotelskoj sobi u Los Angelesu. Oživljen je u hitnoj pomoći i ponovo je poslan na lječenje. Poslije dva dana je uhićen i sud ga je poslao na devetomjesečnu rehabilitaciju. Tužbe zbog posjedovanja droge su povučene listopada 1996. i od tada je David čist.

## Vanjske poveznice
- Službena stranica
- Službena stranica Depeche Mode grupe
- Službeni MySpace
- Depeche Mode Hrvatska